# Condado de Makueni
El condado de Makueni es un condado de Kenia.
Se sitúa en el sur del país y su capital es Wote. Otra localidad importante es Makindu. La población total del condado es de 884 527 habitantes según el censo de 2009. Con un área de 8008,8 km², se encuentra circundado, en sentido horario y empezando por el norte, por los condados de Machakos, Kitui, Taita-Taveta y Kajiado. Las zonas más húmedas del condado alcanzan rangos de 800-1200 mm de agua anuales mientras que las más secas se quedan en unos 500 mm.